# Proceratophrys
A Proceratophrys a kétéltűek (Amphibia) osztályába, a békák (Anura) rendjébe és az Odontophrynidae családba tartozó nem.

## Elterjedése
A nembe tartozó fajok Dél-Amerikában, Brazília keleti és déli területein, Argentína északi részén, Paraguayban és feltehetőleg Bolíviában honosak.

## Rendszerezésük
A nembe az alábbi fajok tartoznak:
- Proceratophrys appendiculata (Günther, 1873)
- Proceratophrys ararype Mângia, Koroiva, Nunes, Roberto, Ávila, Sant’Anna, Santana, and Garda, 2018
- Proceratophrys aridus Cruz, Nunes & Juncá, 2012
- Proceratophrys avelinoi Mercadal de Barrio & Barrio, 1993
- Proceratophrys bagnoi Brandão, Caramaschi, Vaz-Silva & Campos, 2013
- Proceratophrys belzebul Dias, Amaro, Carvahlo-e-Silva &  Rodrigues, 2013
- Proceratophrys bigibbosa (Peters, 1872)
- Proceratophrys boiei (Wied-Neuwied, 1824)
- Proceratophrys branti Brandão, Caramaschi, Vaz-Silva & Campos, 2013
- Proceratophrys brauni Kwet & Faivovich, 2001
- Proceratophrys caramaschii Cruz, Nunes & Juncá, 2012
- Proceratophrys carranca Godinho, Moura, Lacerda & Feio, 2013
- Proceratophrys concavitympanum Giaretta, Bernarde & Kokubum, 2000
- Proceratophrys cristiceps (Müller, 1883)
- Proceratophrys cururu Eterovick & Sazima, 1998
- Proceratophrys dibernardoi Brandão, Caramaschi, Vaz-Silva & Campos, 2013
- Proceratophrys gladius Mângia, Santana, Cruz, and Feio, 2014
- Proceratophrys goyana (Miranda-Ribeiro, 1937)
- Proceratophrys huntingtoni Ávila, Pansonato & Strüssmann, 2012
- Proceratophrys itamari Mângia, Santana, Cruz, and Feio, 2014
- Proceratophrys izecksohni Dias, Amaro, Carvahlo-e-Silva & Rodrigues, 2013
- Proceratophrys laticeps Izecksohn & Peixoto, 1981
- Proceratophrys mantiqueira Mângia, Santana, Cruz, and Feio, 2014
- Proceratophrys melanopogon (Miranda-Ribeiro, 1926)
- Proceratophrys minuta Napoli, Cruz, Abreu & Del Grande, 2011
- Proceratophrys moehringi Weygoldt & Peixoto, 1985
- Proceratophrys moratoi (Jim & Caramaschi, 1980)
- Proceratophrys palustris Giaretta & Sazima, 1993
- Proceratophrys paviotii Cruz, Prado & Izecksohn, 2005
- Proceratophrys phyllostomus Izecksohn, Cruz & Peixoto, 1999
- Proceratophrys pombali Mângia, Santana, Cruz, and Feio, 2014
- Proceratophrys redacta Teixeira, Amaro, Recoder, Vechio & Rodrigues, 2012
- Proceratophrys renalis (Miranda-Ribeiro, 1920)
- Proceratophrys rondonae Prado & Pombal, 2008
- Proceratophrys rotundipalpebra Martins & Giaretta, 2013
- Proceratophrys salvatori (Caramaschi, 1996)
- Proceratophrys sanctaritae Cruz & Napoli, 2010
- Proceratophrys schirchi (Miranda-Ribeiro, 1937)
- Proceratophrys strussmannae Ávila, Kawashita-Ribeiro & Morais, 2011
- Proceratophrys subguttata Izecksohn, Cruz & Peixoto, 1999
- Proceratophrys tupinamba Prado & Pombal, 2008
- Proceratophrys vielliardi Martins & Giaretta, 2011